# Dolmen de S'Aigua Dolça
Le dolmen de s'Aigua Dolça est un dolmen situé sur la commune d'Artà sur l'île de Majorque dans l'archipel des Îles Baléares en Espagne. 

## Architecture
Le dolmen a été édifié au bord de la Mer Méditerranée à environ 30 m du rivage dans la baie d'Alcúdia.
Il a été découvert en 1994 et fouillé au cours des deux années suivantes. Le dolmen est inclus dans un tumulus délimité par une enceinte circulaire de 6,75 m de diamètre constituée de pierres enfoncées dans le sol sur 8 à 11 cm de hauteur et dépassant d'environ 50 cm du sol. La chambre est de forme semi-ovale. Elle est précédée d'une antichambre à laquelle on accédait par un « trou de l'âme » situé dans l'orthostate sud-ouest.

## Mobilier funéraire
La chambre funéraire a été retrouvée intacte avec sa couche archéologique entièrement préservée. Elle renfermait huit crânes, dont six étaient alignés près des bords, et les restes osseux d'une trentaine d'individus. Les os les plus grands étaient rangés par paquets, ce qui suggère qu'ils ont dû être emballés ou attachés avec un matériau qui n'a pas survécu jusqu'à aujourd'hui. Ces ossements correspondent donc à une inhumation secondaire : les corps ont été dépouillés ailleurs, puis seuls les os principaux et le crâne ont été déposés dans le dolmen. Seuls 18% des squelettes correspondaient à des enfants alors que la mortalité infantile devait être beaucoup plus forte (environ 50%), cet écart pourrait s'expliquer par une pratique funéraire spécifique.
Le matériel archéologique retrouvé comprend des ex-voto en céramique, des bracelets, des colliers, des pointes de flèches. La datation au radiocarbone des ossements indique une période comprise entre 1750 et 1650 av. J.-C.. 